# Ян Добжанський (правник)
Ян де Добра Добжанський гербу Сас (пол. Jan de Dobra Dobrzański; 1780 — 2 серпня 1836, Львів) — польський педагог, адвокат, доктор права, професор, декан і ректор Львівського університету в 1834/1835 академічному році.

## Життєпис
Ян Добжанський народився 1780 року і був нащадком давнього українсько-польського шляхетського роду зі сіл Добра Рустикальна
та Добра Шляхетська (тепер село Добра Сяноцького повіту Підкарпатського воєводства Польщі). У 1805 році був одним із перших, хто отримав диплом доктора права у Львівському університеті. У 1809—1810 роках був завідувачем кафедри канонічного права, в 1811 році очолив новостворену кафедру польського права, торговельного і вексельного права та процесу. 1820/1821 академічний рік виконував обов'язки декана правничого факультету, а на 1834/1835 рік академічний сенат обрав його ректором Львівського університету.
Помер у Львові 2 серпня 1836 року.